# Бразильско-итальянские отношения
Бразильско-итальянские отношения — двусторонние международные отношения между Бразилией и Италией. Страны поддерживают дружеские отношения, важность которых основана на истории итальянской миграции в Бразилию. Примерно 31 миллион бразильцев — 15% населения страны — заявили о своём итальянском происхождении. Таким образом, Бразилия — вторая в мире страна после Италии по численности людей с итальянскими корнями. Кроме того, Сан-Паулу — город с самым большим итальянским населением в мире. Государства входят в следующие организации: Большая двадцатка, Организация Объединённых Наций и Всемирная торговая организация.

## История
В сентябре 1822 года Бразилия объявила о своей независимости от Португалии. В 1826 году герцогство Парма признало независимость Бразилии, а в 1827 году в Бразилию прибыл посол Королевства обеих Сицилий. В 1836 году будущий объединитель Италии Джузеппе Гарибальди уехал в изгнание в Бразилию и участвовал в сепаратистском движении бразильского штата Риу-Гранди-ду-Сул. В 1861 году бразильский император Педру II признал Королевство Италия при короле Викторе Эммануиле II. В ноябре 1861 года Италия открыла дипломатическую миссию в Рио-де-Жанейро. В октябре 1871 года император Педру II отправился в Италию в рамках своего европейского турне.
В 1875 году Бразилия, желавшая увеличить своё население, начала поощрение иммиграции и создала «колонии» в сельских районах. Началась массовая миграция итальянцев в Бразилию: с 1880 по 1920 год туда иммигрировало более миллиона итальянцев.

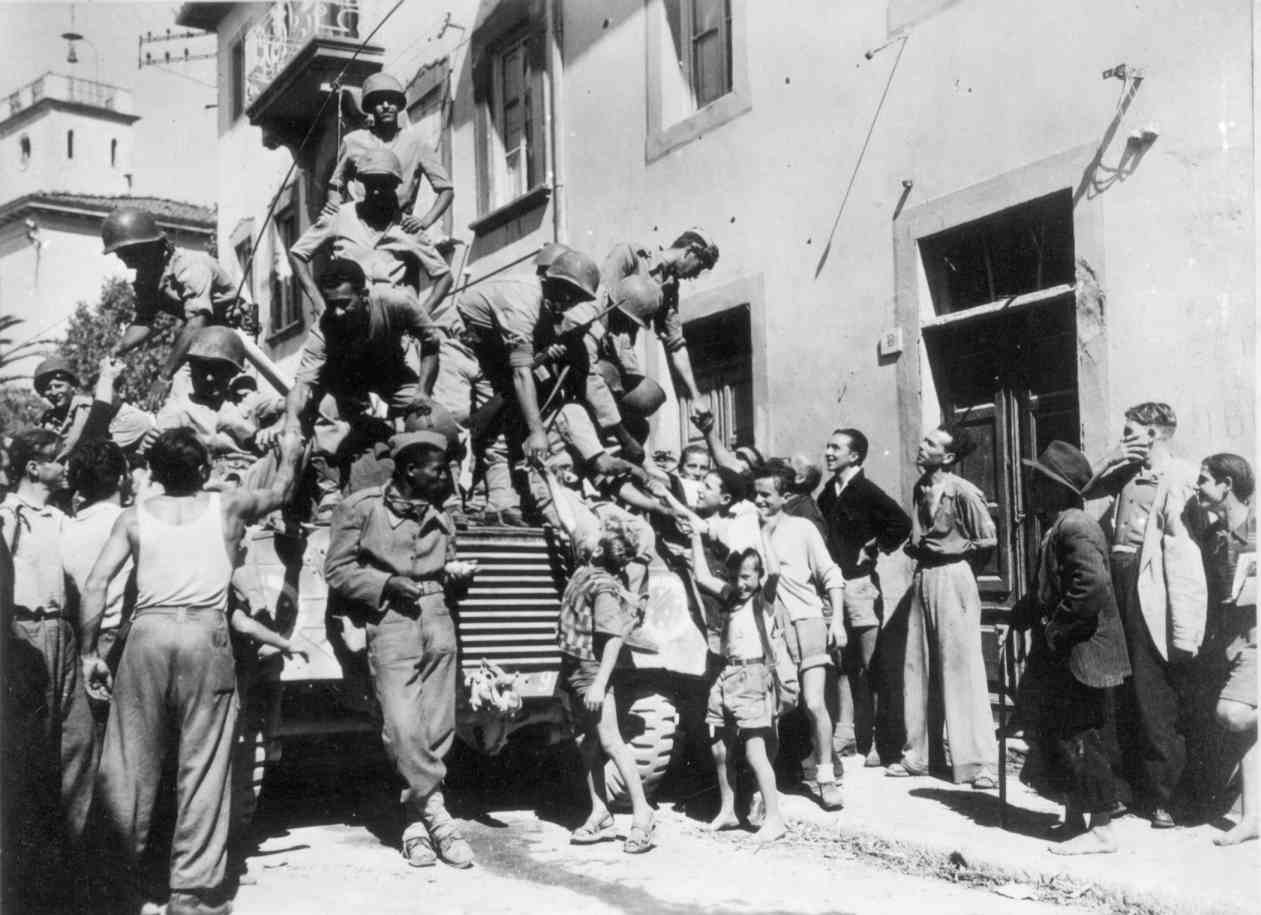
Бразильские солдаты в городе Массароза; сентябрь 1944 г.

В годы Первой мировой войны Центральные державы регулярно топили бразильские торговые суда, на что в ответ Бразилия объявила им войну. Бразилия стала единственной страной Латинской Америки, принявшей активное участие в войне: в частности, она отправила 8 военных кораблей к европейским берегам. После завершения войны и Бразилия, и Италия участвовали в подписании Версальского договора.
В 1939 году началась Вторая мировая война, в которой Бразилия изначально сохраняла нейтралитет. Однако в 1942 году немецкие подводные лодки затопили шесть бразильских кораблей и в ответ на это Бразилия объявила войну Германии и Италии. Бразильский экспедиционный корпус численностью в 23 тысячи солдат участвовал в Итальянской кампании. В 1944 году Бразилия полностью восстановила дипломатические отношения с Италией.
После окончания мировых войн, Бразилия и Италия укрепили свои отношения, заключив несколько двусторонних соглашений, таких как Соглашение о миграции (1977 г.); Соглашение об избежании двойного налогообложения (1979 г.); Договор об экстрадиции (1989 г.); Договор о правовом сотрудничестве по уголовным делам (1993 г.); Соглашение о научно-техническом сотрудничестве (1997 г.) и др. Обе страны активно участвуют в делах международных организаций, а лидеры Италии регулярно наносят официальные визиты в Бразилию, и наоборот.

## Визиты на высоком уровне

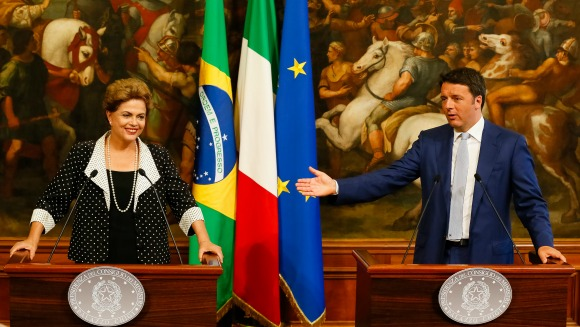
Бывший президент Дилма Русеф и бывший премьер-министр Маттео Ренци в Риме

Визиты высокого уровня из Бразилии в Италию
- Президент Фернанду Колор де Мелу (1990)
- Президент Фернандо Энрике Кардозу (1997)
- Президент Луис Инасиу Лула да Силва (2005, 2009)
- Президент Дилма Русеф (2013, 2015)

Визиты высокого уровня из Италии в Бразилию
- Президент Джузеппе Сарагат (1965)
- Президент Оскар Луиджи Скальфаро (1995)
- Президент Карло Адзельо Чампи (2000)
- Премьер-министр Романо Проди (2007, 2009)
- Премьер-министр Сильвио Берлускони (2010)
- Премьер-министр Маттео Ренци (2016)

## Торговля
В 2015 году общий объём торговли между Бразилией и Италией составил 7,4 миллиарда долларов США. Италия входит в десятку крупнейших торговых партнёров Бразилии в мире. В 2013 году итальянские инвестиции в Бразилию составили 17,9 млрд долларов США. В Бразилии представлены итальянские автопроизводители, такие как Ferrari, Fiat и Lamborghini, а также итальянские мода и продукты питания. В Италии работают бразильские компании, такие как Embraer и сельскохозяйственные компании. В 2000 году страны-члены Меркосур (в который входит Бразилия) и Европейского союза (в который входит Италия) начали переговоры о соглашении о свободной торговле.

## Транспорт
Между Бразилией и Италией есть прямые рейсы следующих авиакомпаний: LATAM Brasil.

## Постоянные дипломатические миссии
- Бразилия имеет посольство в Риме[18] и генеральное консульство в Милане[19].
- Италия имеет посольство в Бразилиа[20], генеральные консульства в Куритибе[21], Порту-Алегри[22], Рио-де-Жанейро[23], Сан-Паулу[24] и консульства в Белу-Оризонти[25] и Ресифи[26].

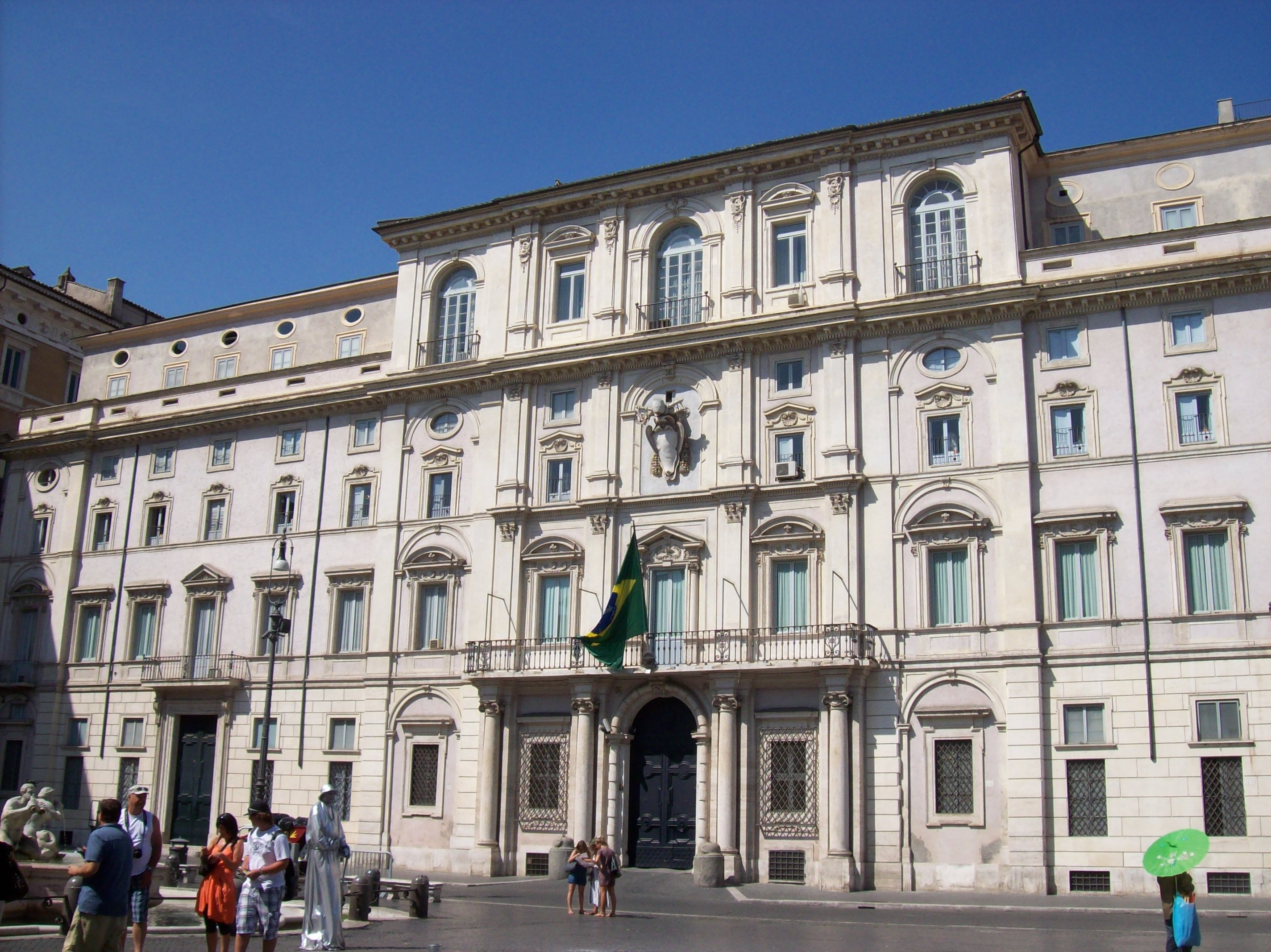
Посольство Бразилии в Риме
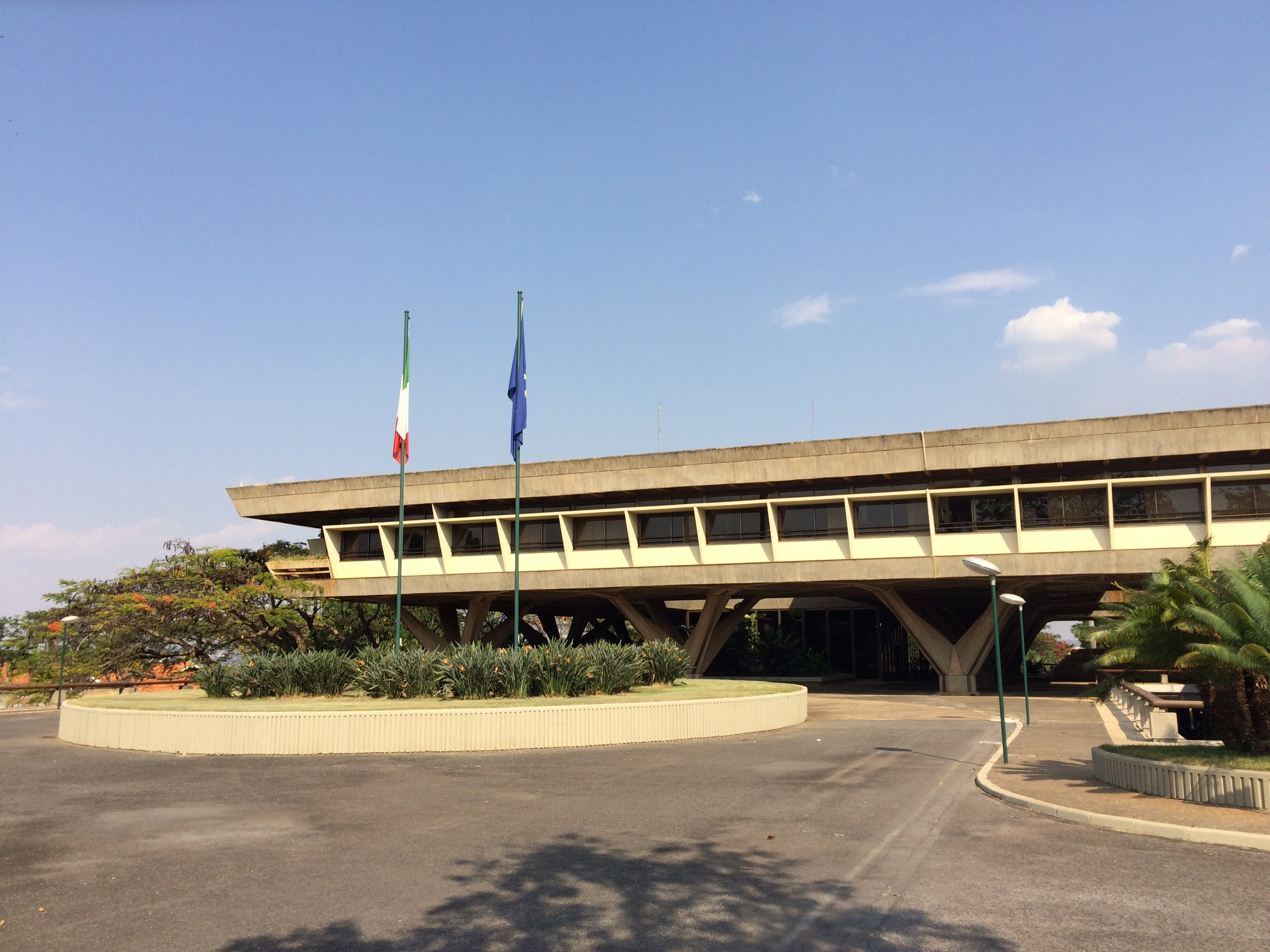
Посольство Италии в Бразилиа
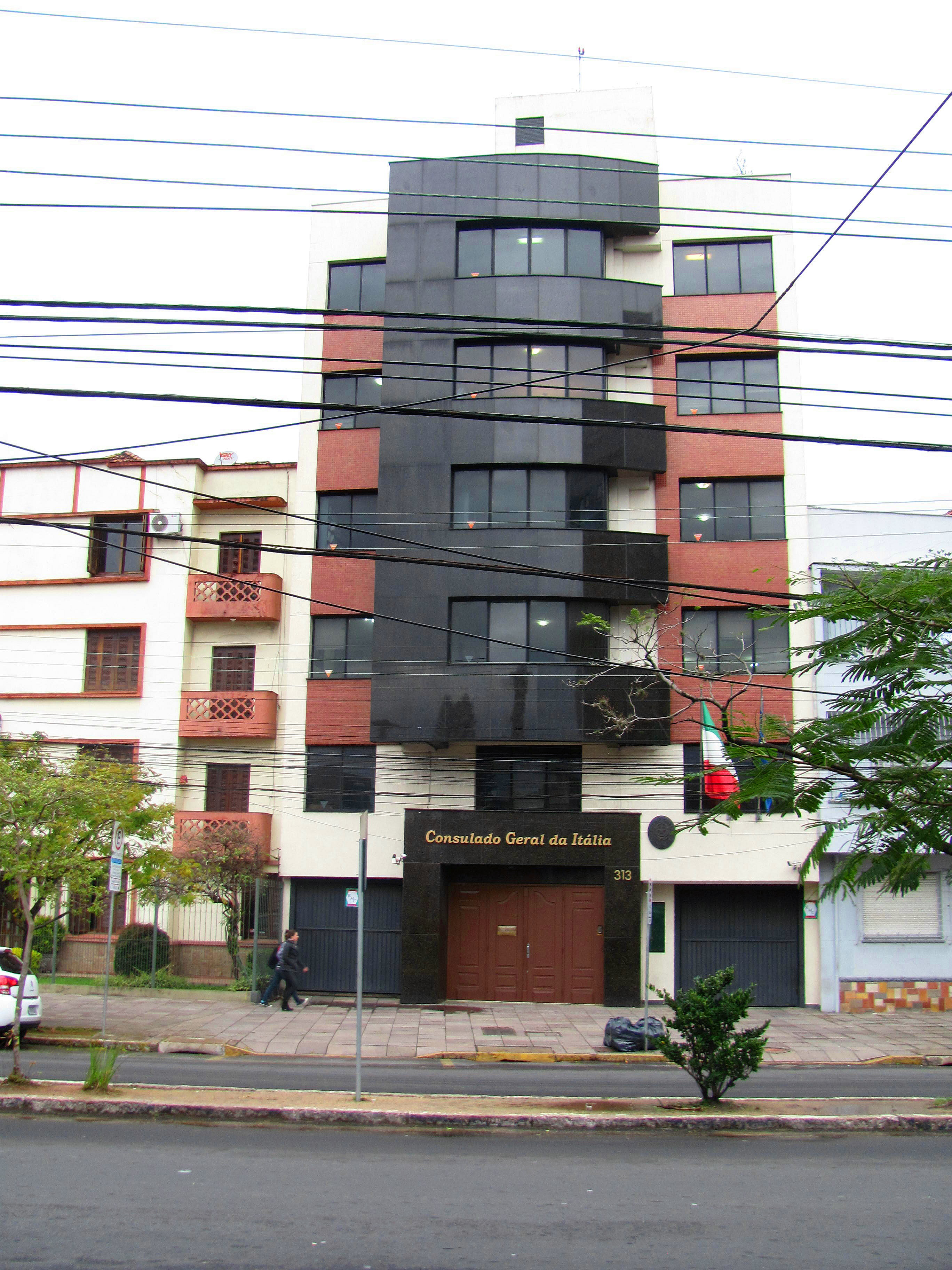
Генеральное консульство Италии в Порту-Алегри
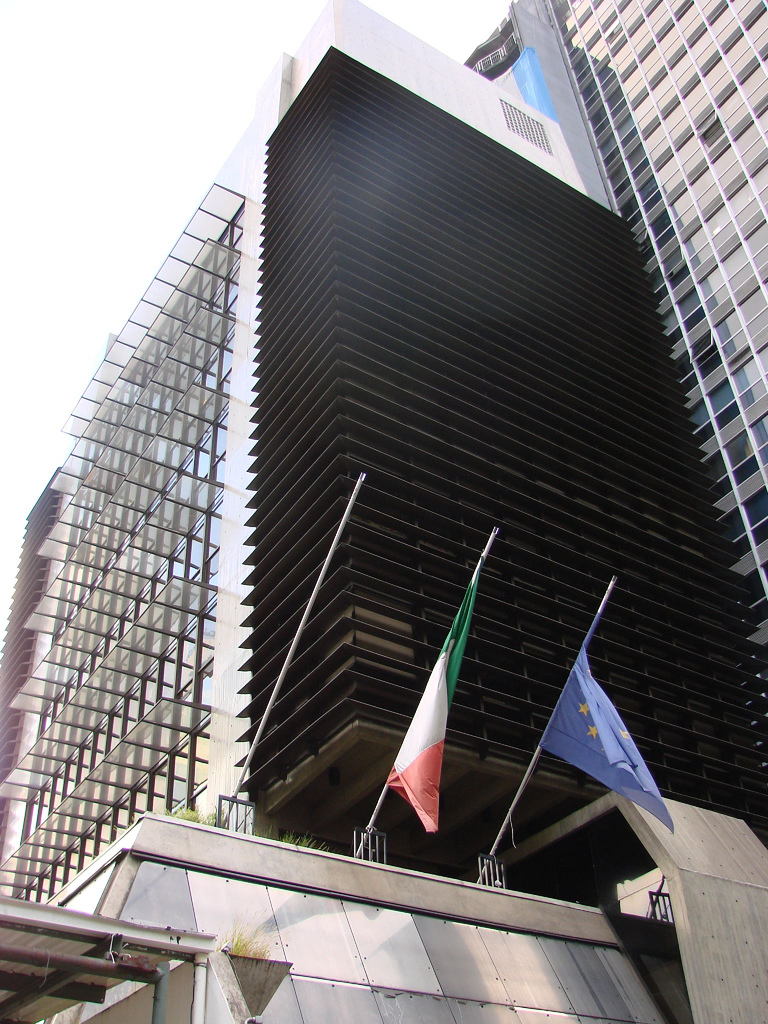
Генеральное консульство Италии в Сан-Паулу